# Jetairfly
A Jetairfly é uma companhia aérea belga charter, pertencente ao grupo Tui AG. Foi fundada em Novembro de 2003 como Tui Airlines Belgium. Em 23 de Novembro de 2005, a companhia alterou o seu nome para Jetairfly. 
Desde Março de 2004, a Jetairfly opera para mais de 80 aeroportos no Mar Mediterrâneo, Mar Vermelho, Caraíbas, Ilhas Canárias, África e Ásia. A base da companhia aérea é o Aeroporto de Bruxelas.
A companhia transporta centenas de milhares de passageiros por ano e é a segunda maior companhia aérea na Bélgica, atrás da Brussels Airlines.

## História
Desde Outubro de 2009, todos os Boeing 767-300ER da companhia foram pintados com novas cores. O nome Jetairfly foi removido e substituído por "operated by TUI Airlines Belgium - operado pela Tui Airlines Belgium". A pintura é adaptada visto que os Boeing 767-300ER também operam voos de longo curso para os outras companhias belgas. A pintura foi aplicada apenas nestas aeronaves, e não em qualquer outra da frota. 
Em Janeiro de 2012, a Jetairfly anunciou que a Jet4you, uma low-cost marroquina, também pertencente ao grupo TUI AG, iria ser integrada na Jetairfly, juntamente com toda a sua frota. A fusão concluiu a Abril de 2012.

## Frota
A frota da Jetairfly consiste nos seguintes aviões (Abril de 2015):
| Avião            | Total | Encomendas | Passageiros | Notas     |  |
| ---------------- | ----- | ---------- | ----------- | --------- |  |
| Boeing 737-700NG | 4     | 1          | 149         |           |  |
| Boeing 737-800NG | 13    | 0          | 189         |           |  |
| Boeing 787-8     | 1     | 0          | PSA         | EEO: 2013 |  |
| Embraer 190      | 2     | 0          | 112         |           |  |
| Total            | 20    | 1          |             |           |  |